# Tadila-Azilal

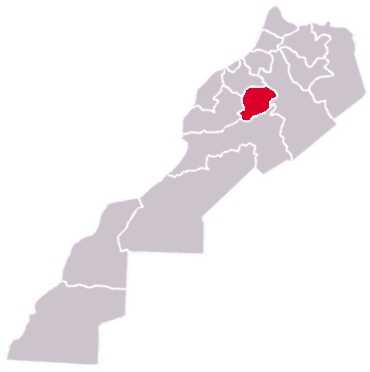
Region na mapie kraju

Tadila-Azilal (arab. تادلة أزيلال, fr. Tadla-Azilal) to region w Maroku, w centralnej części kraju. Region w 2004 roku był zamieszkany przez 1 450 519 mieszkańców na powierzchni 17 125 km². Stolicą regionu jest Bani Mallal. 
Region podzielony jest na trzy prowincje:
- Al-Fakih Bin Salih
- Azilal
- Bani Mallal